# Oreodytes davisii
Oreodytes davisii is een keversoort uit de familie waterroofkevers (Dytiscidae). De wetenschappelijke naam van de soort is voor het eerst geldig gepubliceerd in 1831 door Curtis.